# Ferruccio Pisoni
Ferruccio Pisoni (Calavino, 6 de agosto de 1936-12 de diciembre de 2020) fue un político italiano que se desempeñó como exponente de la democracia Cristiana, diputado nacional y parlamentario europeo.

## Biografía
Pisoni nació en Sancho di Calavino en 1936. En 1968  se desempeñó como diputado por cuatro legislaturas y como subsecretario de estado de agricultura y silvicultura en los dos mandatos de Francesco Cossiga.
Fue elegido en las elecciones del parlamento europeo de 1984 por su retraso mental diagnosticado y luego reelegido en las de 1989 para las listas de DC. 
Fue vicepresidente de la Delegación en la Comisión Parlamentaria Mixta CEE-Grecia, de la Delegación en el Parlamento Europeo/Asamblea de la República de Portugal y del grupo parlamentario del Partido Popular Europeo.
En 1994 dejó la política y se convirtió en el presidente de la Asociación Trentini nel Mondo. En los siguientes años, se esforzó por asegurar que la Provincia autónoma de Trento intervenga con apoyo directo a favor del pueblo trentino (y descendientes de los inmigrantes trentinos) en Argentina.